# Choke Yasuoka

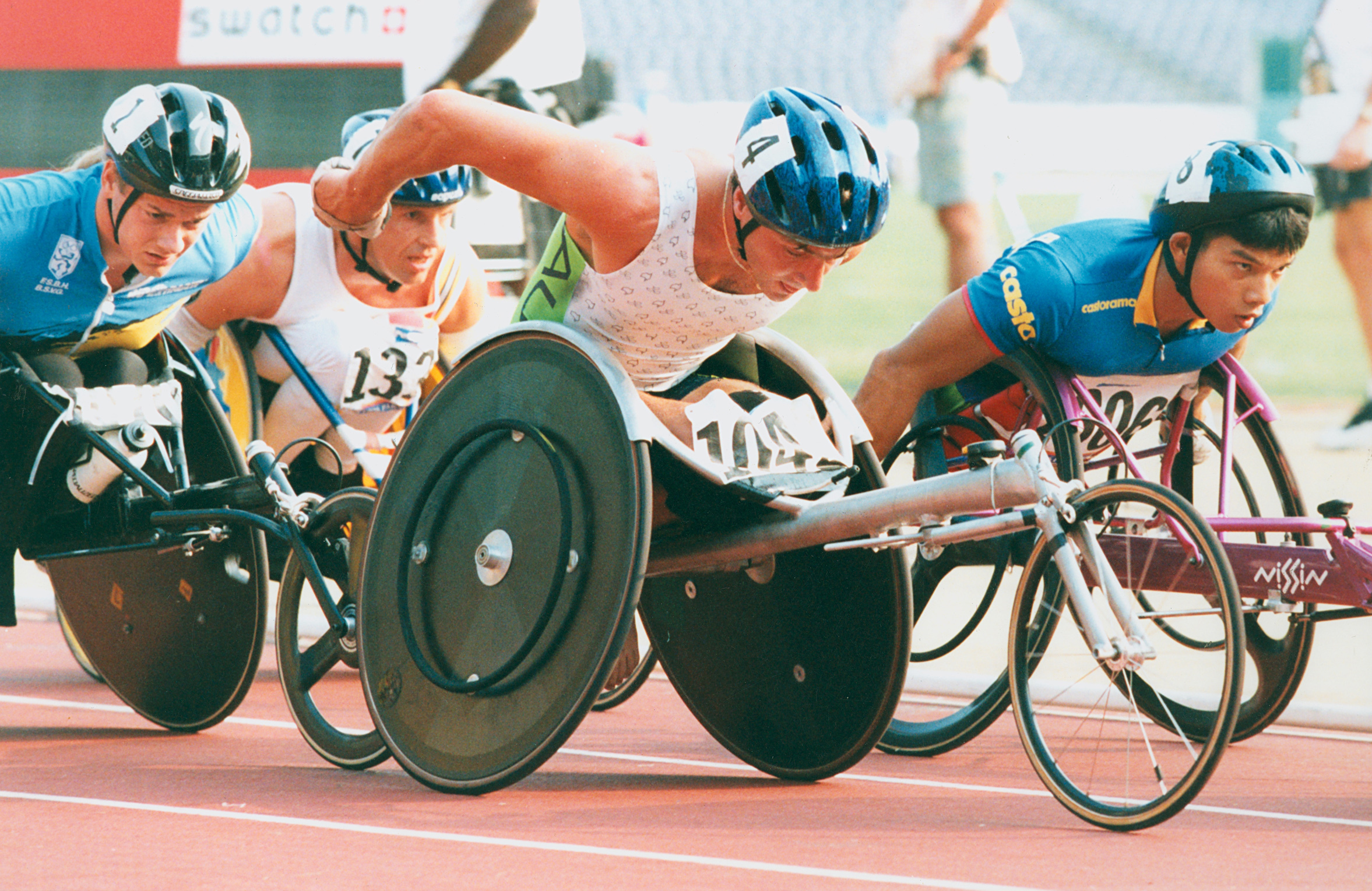
Choke Yasuoka (ganz rechts) bei den Paralympics 1996

Choke Yasuoka (jap. 安岡 チョーク, Yasuoka Chōku; * 1973 in Amphoe Pranburi, Thailand als Prasopchoke Klungern) ist ein thailändischer, heute in Japan lebender, Behindertensportler.
In den Jahren 1992, 1996 und 2000 trat er für sein Geburtsland bei den Paralympischen Sommerspielen an. Im Zuge der Paralympischen Sommerspiele 2004 in Athen erhielt er von dem thailändischen Behindertensportverband die Erlaubnis für Japan anzutreten. Vier Jahre später in Peking nahm er erneut für Japan teil. Im Laufe dieser Teilnahmen konnte Yasuoka mehrmals Medaillen gewinnen. So gewann er 1996 in Atlanta Bronze im 10.000-Meter-Wettbewerb. 2004 in Athen gewann er Gold auf 800 Meter in der Wertung T54, Silber auf 400 Meter in der Wertung T54 und Bronze in der 4-mal-400-Meter-Staffel in der Wertung T53-T54.
Yasuoka ist ein langjähriger Teilnehmer an dem Oita-Marathon, einem Rollstuhl-Marathonwettbewerb in Japan. Seine erste Teilnahme erfolgte 1990. Im Jahr 2001 lernte er hierbei seine japanische Frau kennen, die als Übersetzerin bei dem Marathon anwesend war. Bei dem Oita-Marathon 2007 kam er als vierter ins Ziel und stellte mit 1:23:23, Yasuoka lag nur eine Sekunde hinter Ernst van Dyk, seine persönliche Bestzeit auf. Neben dem Oita-Marathon wurde er jedoch auch bei anderen Marathonwettbewerben aktiv, unter anderem nahm er 2008 an der Rollstuhlwertung des Boston-Marathon teil.
Yasuoka lebt heute mit seiner Frau in Fukuoka.